# 塩谷軽便鉄道
塩谷軽便鉄道（しおやけいべんてつどう）は、栃木県の東北本線矢板駅から玉生 - 船生 - 藤原間を本線、高徳 - 今市間・玉生 - 氏家間を支線として計画された鉄道未成線である。
沿線や、栗山・三依の物産輸送及び鬼怒川温泉・川治温泉の旅客輸送を考え、1910年（明治43年）7月23日に船生村の植木熊次郎を代表者として塩谷郡役所に敷設願を提出した。代表出願者は船生村が10名、藤原村が5名、玉生村が3名、今市・日光が各１名となっている。
この塩谷軽便鉄道の計画に対し、藤原 - 氏家間を本線とし、高徳今市線、玉生・矢板線を支線とする軽便鉄道の敷設計画も出てきた。
やがて、鬼怒川発電所の資材の運搬から、藤原 - 今市間を結ぶ藤原軌道に特許がおり、塩谷軽便鉄道は幻となる。

## 歴史

### 年表
- 1919年（明治43年）
  - 不明    敷設測量
  - 7月28日 敷設願提出